# El Granado
El Granado es un municipio español de la provincia de Huelva, Andalucía. El municipio cuenta con una población de 493 habitantes (INE 2024). Su extensión superficial es de 98 km² y tiene una densidad de 5,85 hab./km². Sus coordenadas geográficas son 37°31′ N, 7°25′ O. Se encuentra situada a una altitud de 146 m y a 60 kilómetros de la capital de provincia, Huelva.
En su término municipal se encuentra el puerto de La Laja, último tramo navegable del río Guadiana. Desde 2008 es frontera con Portugal, con la pequeña aldea vecina de Pomarão, a través del Puente Internacional del Bajo Guadiana.

## Historia
En la comarca del Andévalo, perteneciente a la Mancomunidad de Municipios Beturia, el término de El Granado se encuentra situado en terreno montuoso, extendiéndose a lo largo de una superficie de 9755 hectáreas. Este núcleo de 600 habitantes constituye el límite más occidental de la provincia de Huelva, haciendo de frontera con Portugal, país del que se encuentra separado por los límites naturales del río Guadiana y la ribera del Chanza.
Existen motivos fundados que hacen suponer la presencia del hombre en períodos prehistóricos. La extensión que hoy se denomina “Carabisaltos”, “Carabisbajos” y “Aguzaderas” se encuentra sembrada de sepulturas practicadas a pie de olivos. Las tumbas están agrupadas en cuatro y seis, presentando forma rectangular y fácilmente localizables por estar constituidas por piedras de gran tamaño clavadas en el suelo. De las excavaciones se han obtenido cuchillos de piedras, recipientes de barro herméticamente cerrados, útiles de cobre y cerámica, etc. Estos datos nos llevan a hablar de dólmenes de cabecera plana del III milenio a. C.
Avanzando en el tiempo podemos decir que tradicionalmente ha sido identificado con la Praesidio, primera villa romana del Itinerario Antonino en el tramo que comunicaba la desembocadura del río Guadiana con Mérida. Sin embargo, las investigaciones recientes apuntan a que esta villa estaba situada en el actual municipio de Sanlúcar de Guadiana. Como quiera que fuere, la existencia de restos de una calzada con dirección al cerro de la Divisa, en Cabezas Rubias, confirma la presencia romana en estas tierras.
Durante la etapa musulmana estuvo bajo la jurisdicción de la cora de Beja. El origen más cercano de la localidad parece ser la concesión de fueros y privilegios al señorío de Gibraleón, el cual es conocido como el más antiguo dentro de la zona occidental del Reino de Sevilla, fue donado por Fernando IV, junto a los bienes raíces y señoríos, al Infante Alfonso de la Cerda a cambio de la renuncia de éste a sus derechos al trono.
El Granado se consolidó definitivamente en 1547, cuando Mª Teresa de Zúñiga, duquesa de Béjar y marquesa de Gibraleón dona las tierras de las dehesas Boyal y de las Veras, que incluyen el lugar conocido como El Guijarrillo, para su explotación conjunta con la vecina Sanlúcar de Guadiana, lo cual da lugar a “segundas repoblaciones”.
La consolidación de El Granado trajo consigo la aparición de las primeras construcciones artístico-religiosas existentes en la villa. Una de ellas es la iglesia parroquial en honor a Santa Catalina. En el siglo XV, debido al aumento demográfico, se construye en estilo gótico mudéjar la ermita de la Santísima Trinidad.
Hacia mediados del siglo XIX, el lugar tenía contabilizada una población de 376 habitantes. Aparece descrito en el octavo volumen del Diccionario geográfico-estadístico-histórico de España y sus posesiones de Ultramar de Pascual Madoz de la siguiente manera:

GRANADO (el): l. con ayunt. en la prov. de Huelva (9 leg.), part. jud de Ayamonte (7), dióc., aud. terr. y c. g. de Sevilla (23): sit. en terreno montuoso no muy dist. del r. Guadiana y raya de Portugal, con vientos del N. y clima templado, siendo las tercianas y pulmonias las enfermedades mas frecuentes. Tiene 120 casas de piedra y teja vana, distribuidas en tres calles empedradas y de mal piso; una escuela de primeras letras dotada con 1,100 rs.; 2 pozos de buenas aguas que surten á todos los vec; igl. parr. (Sta. Catalina Virgen y Mártir), curato de entrada y de provision ordinaria, servido en la actualidad por un ecónomo esclaustrado, y una pequeña ermita dedicada á la Sma. Trinidad sit. en el estremo N. del pueblo. El térm. se estiende de N. á S. 2 1/2 leg. y de E. á O. 2, confinando al N. con El Almendro; E. con el de Gibraleon; S. deh. de la Duquesa, y O. r. Guadiana el cual despues de correr por varias prov. sale á este puntó habiéndose dejado á Portugal, en la confluencia de la rivera de Chanza. El terreno es inferior y de secano, cubierto el montuoso de jarales y encinas. Los caminos se dirigen á la puebla de Guzman, Castillejos, Sanlucar de Guadiana y raya de Portugal. La correspondencia se recibe de la adm. de Gibraleon por medio de un propio que tienen contratado varios pueblos. ind. la agrícola y 2 molinos harineros de viento. prod.: trigo, abena, uvas y naranjas; hay ganado lanar y vacuno y caza de perdices, conejos y liebres. pobl.: 94 vec., 376 alm. cap. prod.: 1.018,484 rs. imp.: 50,324. El presupuesto municipal asciende á 5,500 rs. y se cubre por reparto vecinal.
Corresponde este pueblo al ant. marquesado de Gibraleon en cuyo campo tiene comunidad de pastos y leñas.
(Madoz, 1847, p. 569)

La escasa fertilidad de las tierras hizo que la población se dedicara a la agricultura marginal de los cereales, vides y naranjos. En el siglo XIX la vida económica sufrirá un gran cambio debido a la explotación de la mina de manganeso de Santa Catalina y la construcción del cargadero de mineral en El Puerto de la Laja, al cual llegaría tanto el manganeso como minerales traídos por ferrocarril desde la mina de Las Herrerías, en el término municipal de la Puebla de Guzmán. Esta prosperidad económica incidió positivamente en la población, alcanzando en 1940 los 1260 habitantes.
Todo este cambio económico con la crisis minera de los años 1950-1960 desapareció, volviéndose a la dedicación agropecuaria y produciéndose un éxodo rural que haría disminuir a la población a la mitad.
Hoy por hoy, la estructura económica de El Granado reside principalmente en el sector primario, ya que a la agricultura, ganadería y diversas labores forestales se dedica la mitad de la población activa de la localidad. La ganadería continúa siendo un importante pilar de la economía de El Granado, destacando las cabañas ovina y caprina. Sin embargo, la construcción acapara el segundo puesto en lo que a ocupación poblacional se refiere. El sector servicios está poco especializado, cubriendo sólo las funciones básicas.
El futuro de la economía granaína parece encontrar dos nuevas vertientes o fuentes de ingresos, la energía eólica y el turismo rural. Los recursos naturales de los que está dotada la localidad son su principal potencial para el desarrollo de nuevas actividades económicas.
El 28 de junio de 2025 se estableció en las inmediaciones de El Granado una marca histórica climatológica en un mes de junio en España desde que se tienen registros, alcanzando los 46 grados centígrados durante dicha jornada.

## Demografía
El Granado cuenta con una población de 493 habitantes (INE 2024).
| Gráfica de evolución demográfica de El Granado entre 1842 y 2021                                                    |
| |
| Población de derecho según los censos de población del INE Población de hecho según los censos de población del INE |

### Población por núcleos
Desglose de población según el Padrón Continuo por Unidad Poblacional del INE.
| Núcleos           | Habitantes (2013) | Varones | Mujeres |
| ----------------- | ----------------- | ------- | ------- |
| El Granado        | 548               | 297     | 251     |
| Puerto de La Laja | 12                | 9       | 3       |
| Santa Catalina    | 6                 | 4       | 2       |

## Administración y política

### Evolución de la deuda viva
El concepto de deuda viva contempla sólo las deudas con cajas y bancos relativas a créditos financieros, valores de renta fija y préstamos o créditos transferidos a terceros, excluyéndose, por tanto, la deuda comercial.
Entre los años 2008 a 2014 este ayuntamiento no ha tenido deuda viva.

### Histórico de alcaldes
| Periodo   | Nombre                                              | Partido |
| --------- | --------------------------------------------------- | ------- |
| 1979-1983 | María Morón Lorenzo                                 | PCE     |
| 1983-1987 | María Morón Lorenzo                                 | Ind.    |
| 1987-1991 | María Morón Lorenzo                                 | Ind.    |
| 1991-1995 | Manuel Márquez Blas                                 | PSOE-A  |
| 1995-1999 | Manuel Márquez Blas Sergio Ignacio Blas             | PSOE-A  |
| 1999-2003 | Juan Manuel Burga Moreno                            | PSOE-A  |
| 2003-2007 | Juan Manuel Burga Moreno                            | PSOE-A  |
| 2007-2011 | Juan Manuel Burga Moreno                            | PSOE-A  |
| 2011-2015 | María Dolores Herrera Medina                        | PSOE-A  |
| 2015-2019 | María Dolores Herrera Medina Laura Martín Rodríguez | PSOE-A  |
| 2019-2023 | Mónica Serrano Limón                                | PSOE-A  |
| 2023-act. | Mónica Serrano Limón                                | PSOE-A  |

## Patrimonio
- Iglesia de Santa Catalina,[4] siglo XVIII
- Ermita de la Santísima Trinidad,[4] siglo XV
- Molino de Viento "La Solana", siglo XVIII
- Molino de Viento "El Santo", siglo XVIII
- Lavadero municipal. Mitad siglo XX
- Puerto de la Laja, siglo XIX.
- Pilar romano.
- Cementerio San Lucas, siglo XIX.
- Museo etnográfico y de aperos de labranza.
- Vía Verde del Guadiana

## Deportes

### Instalaciones deportivas

#### Piscina municipal Alcalde Manuel Márquez
La piscina municipal de El Granado fue inaugurada el 29 de junio de 2006. El acto de inauguración fue presidido por D. Ignacio Caraballo, Vicepresidente de la Diputación Provincial de Huelva en ese momento.
La instalación, que entró en funcionamiento el 4 de julio de 2006, cuenta con una vaso de recreo de 25 x 12 m y otro de chapoteo para los más pequeños, acompañados de unos amplios vestuarios.
Para una población tan pequeña como la de El Granado, el contar con una instalación deportiva de esta envergadura, supone diversificar la oferta deportiva, fomentando la práctica del deporte como una nueva forma de ocio.
Los meses de julio y agosto esta instalación deportiva acoge la Campaña de Natación de la Diputación Provincial de Huelva, a la que acuden los niños de la localidad y los de Sanlúcar de Guadiana.

#### Campo de fútbol municipal
Instalación que acoge los partidos amistosos, de pretemporada y de competición del C.F. El Granado, además del Trofeo de Fútbol de San Juan.

#### Pista polideportiva Mª Teresa de Zúñiga
Esta instalación cuenta con una pista en la que se puede practicar fútbol sala, voleibol, baloncesto, balonmano y tenis.
Es el escenario habitual de entrenamiento de las escuelas deportivas municipales y escenario de los partidos de la Zona Centro en Juego.

#### Gimnasio municipal
El 4 de julio de 2011 abrió sus puertas el gimnasio municipal. Se encuentra ubicado en los Grupos Escolares.
La entrada es gratuita. La instalación cuenta con numerosas máquinas tales como cintas andadoras, bicicletas estáticas, bicicletas de spinning, stepper, bancos de musculación, etc.
El horario de apertura es de lunes a viernes de las 19:30 a las 22:30 horas, en horario de verano.

#### Parque saludables para mayores
Junto al campo de fútbol se encuentra instalado un parque saludable al aire libre para la realización de ejercicios para adultos.
El circuito cuenta con 11 máquinas, que ejercitan diferentes zonas del cuerpo.

#### Pista de pádel
Junto al gimnasio municipal, en los grupos escolares, se encuentra situada la nueva pista de pádel, que se encuentra en funcionamiento desde enero de 2011.

### Equipo de fútbol

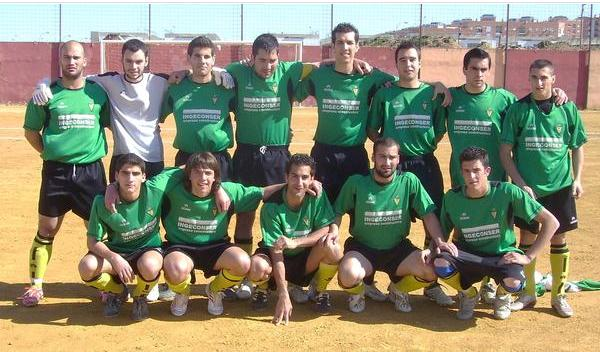
Equipo del CF El Granado.

El pueblo de El Granado cuenta con un equipo de fútbol compuesto por jóvenes y adultos de la localidad, denominado C.F. El Granado. Tras sumirse en años de olvido, la práctica de este deporte ha vuelto a resurgir en nuestra localidad. Durante dos años consecutivos jugamos en la Liga Provincial de Fútbol Laboral, obteniendo resultados positivos.
En la temporada 2001-2002 nuestro equipo empezó a participar en primera regional. Aun siendo el farolillo rojo de la competición este equipo no desistió en su lucha. Pero lo más significativo es el apoyo que de la afición recibe este club. Toda la población se ha volcado sobre el equipo acudiendo en masa a los partidos. Desde esa temporada más de 200 socios componen el CF El Granado.
Tras terminar la temporada 2007/08, el Club desapareció por falta de jugadores locales.
Después de varios años intentando volver a la competición, en el verano de 2013, se reúnen varios antiguos directivos y jugadores del pueblo con el fin de que en la próxima temporada en CF El Granado volviese, con un resultado positivo. La pretemporada no salió muy bien, ya que perdieron todos los partidos. Se han conseguido más de 140 socios que para un pueblo tan pequeño esta bastante bien. El 29 de septiembre empezaba la temporada de Liga, los aficionados estaban con más ganas que nunca y gracias a ellos, se consiguió la tan gran esperada primera victoria del Club en su nueva andadura en el fútbol onubense y en la 1.ª provincial de Huelva.